# Marcel Dieudonné
Marcel Dieudonné est un acteur français né à Paris 17e le 23 avril 1913 et mort le 18 juillet 1954 à Hanoï. Il avait épousé Eugénie d' Ortoli (1919-2013) en septembre 1951 à Saïgon.

## Biographie
Né en 1913, sa carrière atteint son apogée pendant la période de l'occupation dans des seconds rôles, dans des rôles de méchant (trafiquant, donneur, etc.).
Artiste de music-hall, il passe en avant-première du spectacle d'Édith Piaf en 1945 à Bobino à Paris en compagnie de Pierre Malar.
C'est après-guerre qu'il tourne dans le film le plus célèbre de sa filmographie, Dédée d'Anvers d'Yves Allégret, avec notamment Simone Signoret.
Il meurt en 1954 à Hanoï (Vietnam).

## Filmographie
- 1942 : Le Grand Combat de Bernard Roland : Paul[2]
- 1943 : Le mort ne reçoit plus de Jean Tarride : Ernest Marchal[3]
- 1946 : Miroir de Raymond Lamy : Virgile, le second de Lussac[4]
- 1946 : Le Père tranquille de René Clément : Jourdan, le "donneur"
- 1947 : Dédée d'Anvers d'Yves Allégret : le trafiquant[5]
- 1949 : Portrait d'un assassin de Bernard Roland : Prosper

## Théâtre
- 1946 : Charivari Courteline, pièces de Georges Courteline, mise en scène Jean Mercure, Théâtre des Ambassadeurs